# Luigi Carpaneda
Luigi Arturo Carpaneda (Milán, 28 de noviembre de 1925-Milán, 14 de diciembre de 2011) fue un deportista italiano que compitió en esgrima, especialista en la modalidad de florete.
Participó en dos Juegos Olímpicos de Verano en los años 1956 y 1960, obteniendo dos medallas, oro en Melbourne 1956 y plata en Roma 1960. Ganó dos medallas en el Campeonato Mundial de Esgrima, en los años 1955 y 1957.

## Palmarés internacional
| Juegos Olímpicos   | Juegos Olímpicos      | Juegos Olímpicos  | Juegos Olímpicos    |
| Año                | Lugar                 | Medalla           | Prueba              |
| ------------------ | --------------------- | ----------------- | ------------------- |
| 1956               | Melbourne (Australia) | Medalla de oro    | Florete por equipos |
| 1960               | Roma (Italia)         | Medalla de plata  | Florete por equipos |
| Campeonato Mundial |                       |                   |                     |
| Año                | Lugar                 | Medalla           | Prueba              |
| 1955               | Roma (Italia)         | Medalla de oro    | Florete por equipos |
| 1957               | París (Francia)       | Medalla de bronce | Florete por equipos |